# Lungshar

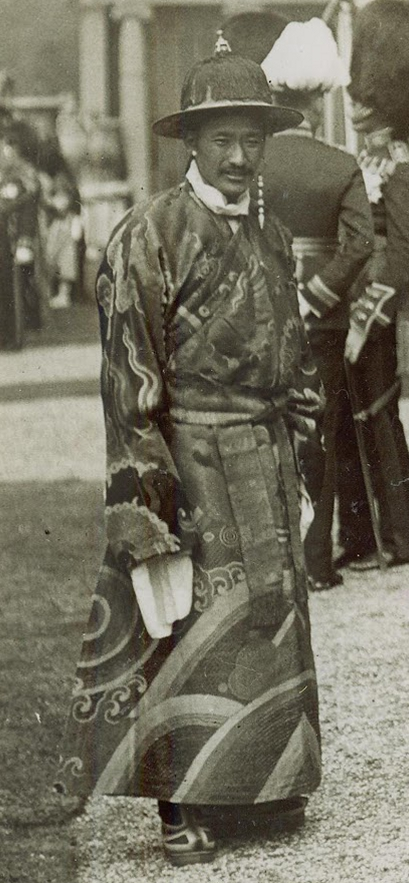
Lungshar

Lungshar geboren als Dorje Tsegyal (1880 - 1938?) was een Tibetaans politicus.
Hij was hij zeer invloedrijk bij de dertiende dalai lama en na diens dood probeerde hij de macht naar zich toe te trekken in de regering van Tibet.
Zijn vader was majoor (rupön) in het Tibetaanse leger. Zijn zoon was Lhalu Tsewang Dorje, net als diens vader een vooraanstaand politicus in Tibet. Hij was getrouwd met Tenzing Dolkar, de dochter van Horkhang Dzasa. Zijn kleinzoon, Gyai'ra Losang Dainzin, werd in 2003 vicevoorzitter van de regering van de Tibetaanse Autonome Regio.

## Europese reis
Lungshar werd benoemd tot boekhouder zesde rang, november 1912, toen de dertiende dalai lama hem uitkoos om Tibetaanse studenten naar Rugby School in Engeland te brengen, waar ze op 24 april 1913 aankwamen; de studenten waren Gongkar, Ringang, Kyibu II en Möndro. Vlak voor hij vertrok werd hij bevorderd tot vierde rang. Tijdens deze reis kwamen ze onder meer op audiëntie bij koning George V en koningin Mary, aan wie hij brieven en geschenken van de dalai lama aanbood. Hij bleef enige tijd in Londen en Aldershot en bezocht daarna Frankrijk, Duitsland, Nederland en België, voor hij terugkeerde naar Tibet op 13 september 1914.

## Financieel secretaris
Hij werd bevorderd tot financieel secretaris (tsi-pšn) en ging in 1919 voor enige tijd naar Shigatse om financiële regelingen te treffen tussen Lhasa en Tashilhunpo. In augustus 1919 trok hij in de hoedanigheid van financieel secretaris door naar Gyantse.

## Loopbaan tot opperbevelhebber
In de eerste helft van de jaren 1920, eiste opperbevelhebber Tsarong Dasang Dramdül dat er een vertegenwoordiging van het leger in het Tibetaanse parlement (tsongdu) diende te zitten. Dit was ongekend in Tibetaanse begrippen en Lungshar, als een van de leiders in het parlement, zette de monniken aan om er een halszaak van te maken. De paleizen Norbulingka en Potala werden door monniken zwaar bewaakt in afwachting van een militaire overname. De generaals reageerden door de troepen in snel tempo te bewapenden.
Op dit moment mengde de dalai lama zich in het conflict. Hij ontsloeg twee generaals (dapons), Shasur en Tsogo, en een minister (kalön), Khemey (ook wel Kunzangtse). Tsarong werd naar Yatung gezonden en deed hierna ook India en Nepal aan. Toen hij bij terugkomst op één dag reizen van Lhasa was, werd hem te kennen gegeven dat hij van zijn post als opperbevelhebber was ontheven; hij bleef wel kalön. Gedurende korte tijd werd hij opgevolgd door Dzasa Dumpa. Dumpa was volgens minister Wangchug Deden Shakabpa een lui man, waar Lungshar gebruik van maakte door zich de positie te verwerven tot minister van defensie.
In 1925 werd hij benoemd tot opperbevelhebber van het Tibetaanse leger tot 1931. Hij was populair in het leger, waar hij de soldij en rantsoenen verhoogde, en eveneens bij de Tibetaanse kloosterorganisaties aan wie hij telkens giften schonk. Hij was niettemin erg onpopulair bij de lekenambtenaren en adel in Tibet, waarvan hij her en der landerijen had geconfisqueerd.
Gyalpo, een Tibetaans burger die was getrouwd met een Nepalese sherpadochter had een winkel geopend in Lhasa met de naam Sherpa Gyalpo. Gyalpo raakte verstrikt in een politieke rel, waarin Lungshar op de achtergrond een belangrijke rol had. Gyalpo begon in 1922 met de verkoop van tabakswaar en sterkedrank zonder vergunning en Lungshar besloot als de bestuurder van Lhasa hem gevangen te nemen. Gyalpo hoorde voortijdig van dit voornemen en vroeg om onderdak bij een Nepalees diplomaat. De politie forceerde een arrestatie, wat bijna leidde tot een oorlog tussen Nepal en Tibet. Deze werd verijdeld door Britse tussenkomst. Door de rel om Gyalpo werd van zijn militaire post ontheven.

## Samenzwering
Tijdens het laatste decennium van het leven waren de twee machtigste personen na dertiende dalai lama in Tibet Thubten Kunphela en Lungshar. De laatste was jarenlang minister een maakte deel uit van de Kashag, het Tibetaanse kabinet. Kunphela was nooit minister geweest maar was wel diegene in wie de dalai lama het meeste vertrouwen stelde. In 1931 droeg de dalai lama hem op leiding te gaan geven aan het Trapchi Lotru Lagyung. In het Engels meestal vertaald als Trapchi Electrical Machine Office. Dat was een complex van enkele gebouwen en kantoren even buiten Lhasa, waar wat munitie geproduceerd werd en Tibetaanse bankbiljetten gedrukt. Een deel van de energie hiervoor werd geleverd door een eenvoudige en kleine waterkrachtcentrale. Dat werd een succesvolle onderneming en markeerde de machtspositie die Kunphela was gaan innemen.
In hetzelfde jaar creëert hij het Trongdra Regiment. Dat werd het elitekorps van het Tibetaanse leger. Het bestond vooral uit soldaten afkomstig uit de betere families van Tibet. Het regiment bestond uit circa 1000 manschappen, was goed getraind en opgeleid, bezat - voor Tibetaanse begrippen - superieure bewapening en werd goed betaald. Het beantwoordde feitelijk ook alleen aan de bevelen van Kunphela.
Na de dood van de dalai lama werd echter ook duidelijk wat het zwakke punt in de machtspositie van Kunphela was. Die positie was tot die periode voornamelijk afhankelijk van zijn relatie met de dalai lama. Hij was nooit minister geweest en had nooit deel uitgemaakt van formele overheidsstructuren, zoals bijvoorbeeld de Kashag. Door zijn controle over het Trongdra Regiment lag de macht echter voor hem voor het grijpen en zou het afdwingen van een positie als regent relatief gemakkelijk te realiseren zijn geweest. Om redenen die nooit geheel helder zijn geworden stelt Kunphela zich echter in de dagen na de dood van de dalai lama nogal passief op. Dat gaf uiteindelijk anderen en met name Lungshar de gelegenheid in actie te komen.
Om Kunphela uit zijn machtige positie wilde zetten, zette Lungshar het plan op het Tongdra -regiment te ontmantelen. Hij hitste het op dat ze als zonen van welgestelde adel weinig verdienden en riep ze op uit dienst te treden. Op de derde dag na de dood van de dalai lama demonstreerde het regiment voor het Norbulingka tijdens een sessie van de kashag en tsongdu, waarin ze ontmanteling eisten. De manschappen weigerden gevolg te geven aan de oproep van de regering naar hun posten terug te keren.
Onder invloed van Lungshar, stelden de geestelijken in het parlement voor om de manschappen te vervangen door monniken. Minister Trimön verzette zich tegen dit voorstel en stuurde de helft van de voormalige wacht van de dalai lama naar de Drong Drak Makhar; hij gaf er meteen de instructie bij op iedereen te schieten die hen hinderde op hun post te blijven. Op de vierde dag na de dood van de dalai lama, stelde Lungshar voor te debatteren over de onverwachte dood van de dalai lama. Meteen erop werden Kunphela en twee persoonlijke bedienden van de dalai lama gearresteerd en verbannen naar Kongpo, omdat ze hadden nagelaten juiste informatie over de ziekte van de dalai lama naar buiten te brengen. Als vervangend regent voor Tibet koos de tsongdu de vijfde Reting rinpoche Jampäl Yeshe Gyaltsen.
Na uitschakeling van zijn belangrijkste rivaal, had Lungshar hier de macht naar zich toe kunnen trekken, indien hij de controle had gehad over de Drong Drak Makhar. Hierin werd hij echter gedwarsboomd door Trimön. Lunghar had weliswaar een organisatie van jonge ambtenaren weten te organiseren met de naam Kechog Kuntun (gelukkige unie) die hem ook bestuurlijk aan de macht moest brengen, maar een lid van de organisatie, Rimshi Kapshopa, informeerde minister Trimön dat Lungshar van plan was hem te vermoorden, Trimön informeerde de Reting rinpoche en zocht zijn toevlucht tot het klooster Drepung.
Ondertussen had de regent de regering op de hoogte gesteld en werd Lungshar gearresteerd op last van samenzwering, het omverwerpen van de regering en poging tot machtsovername.
Hij werd blind gemaakt en gevangengezet onder het Potala; waar hij in 1938 nog als gevangene werd gerapporteerd. Verblinding was in die tijd in Tibet een straf tegen hoogverraad.